# Gustav-Adolf-Gedächtniskirche (Nürnberg)

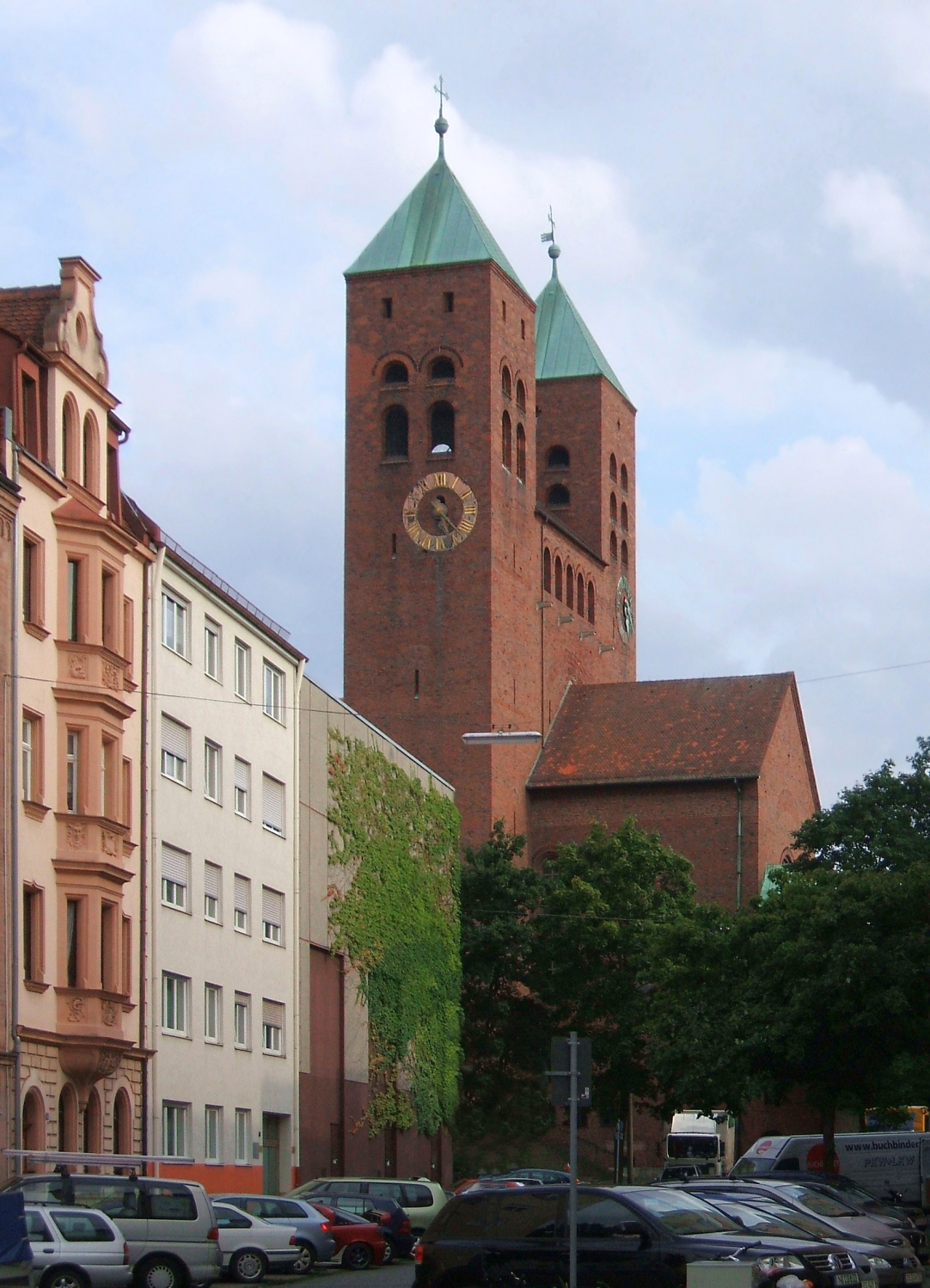
Gustav-Adolf-Gedächtniskirche

Die Gustav-Adolf-Gedächtniskirche ist eine von German Bestelmeyer entworfene Kirche in Lichtenhof, einem Teil des Stadtgebiets von Nürnberg. Sie ist nach dem protestantischen König Gustav II. Adolf von Schweden benannt. Die 1930 eingeweihte Kirche wurde im Oktober 1944 bei einem Bombenangriff zerstört und zwischen 1947 und 1949 wieder aufgebaut. Der ursprünglich mit 2500 Sitzplätzen ausgestattete Innenraum wurde angesichts sinkender Gottesdienstbesucherzahlen zwischen 1988 und 1990 durch den Einbau eines Gemeindezentrums im Kirchenschiff stark verkleinert. Die Kirche ist ein Baudenkmal.

## Geschichte

### Vorgeschichte
Mit Beginn der Industrialisierung stieg die Einwohnerzahl von Nürnberg stark an und es wurden neue Wohnungen gebaut, insbesondere südlich des bisherigen Stadtkerns außerhalb der alten Stadtmauern. Dadurch vergrößerte sich die Zahl der Mitglieder in den innerstädtischen Kirchengemeinden ebenfalls stark. In der Gemeinde Sankt Peter wurde 1901 ein Kirchenbauverein gegründet, der es erreichte, dass ihm 1910 ein Baugrundstück zur Errichtung eines weiteren Kirchengebäudes überlassen wurde. Bedingt durch den Ersten Weltkrieg und die darauf folgende Hochinflation wurde in den folgenden Jahren der Kirchenbau nicht weiter vorangetrieben. Erst 1924 wurde ein konkreter Bauentwurf ausgearbeitet. Bei Diskussionen wurde gefordert, im Gegensatz zu den bisherigen Kirchen im Stadtgebiet eine „Oratorienkirche“ mit mindestens 1400 Sitzplätzen zu errichten. Dazu war der vorhandene Bauplatz zu klein, so dass nach der erfolgreichen Suche nach einem neuen Grundstück die Planungen von vorne begannen.
Zwischenzeitlich war der Stadtbezirk Lichtenhof 1920 aus der Kirchengemeinde Sankt Peter ausgegliedert und zur eigenen Gemeinde erhoben worden. Diese hatte 1925 ein eigenes Gemeindezentrum bezogen. 1927 wurde mit einem Kirchenbau mit 2500 Sitzplätzen für die damals 3000 Gemeindemitglieder begonnen. Eingeweiht wurde die Kirche am 29. Juni 1930.

### Architektur und Baugeschichte
Das Gesamtgebäude hat eine Länge von 76 m bei einer Breite von 41 m. Der Dachfirst ist 27 m hoch und die Türme enden bei einer Höhe von 50 m. Die Kirche selbst ist 65 × 27 m groß bei einer Deckenhöhe von 16 m. Das Kirchenschiff ist heute 24 m lang und 23 m breit. Das Gebäude ist in Anlehnung an romanische Basiliken des 12. Jahrhunderts gebaut.

#### Ursprungsbau 1930

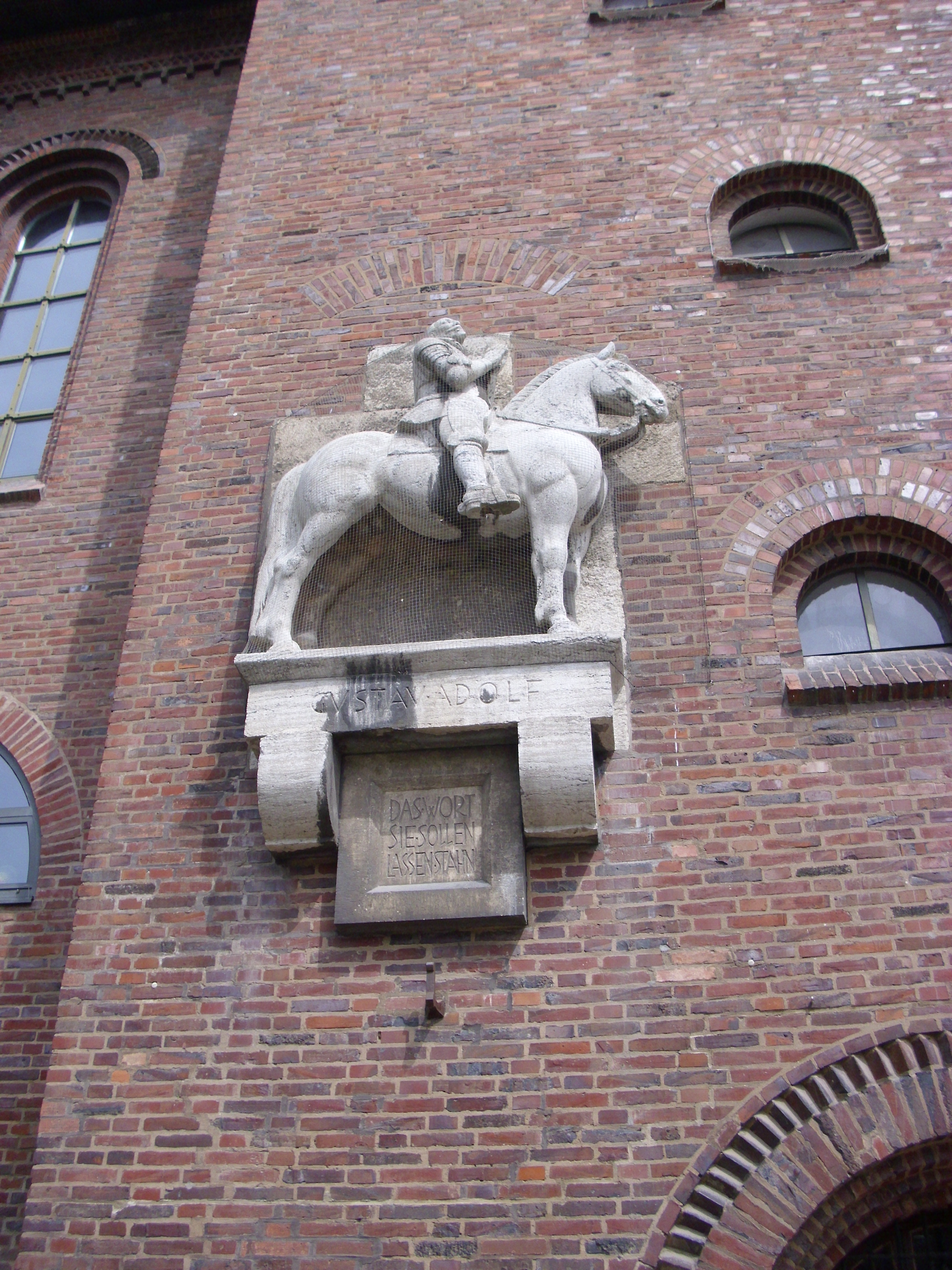
Rundbogenfenster und Statue von Gustav Adolf

Das Gebäude ist eine Backstein-Pfeilerkirche mit zwei hohen Türmen auf der westlichen Seite am Übergang vom Langhaus zum Chor. Auf der östlichen Seite befinden sich an den Ecken zwei niedrige Treppentürme. Die außen wie innen unverputzten Backsteine haben an der Außenfront der Längsseiten keinerlei Schmuckelemente, abgesehen von den Gewänden der Rundbogenfenster und einem Reiterstandbild von Gustav Adolf am südöstlichen Treppenturm. Das Standbild entstand nach einem Entwurf von Konrad Roth als Arbeit der Nürnberger Bildhauer Winter und Netter aus einem 15 t schweren Muschelkalkblock. Am östlichen Giebel liegt der aufwendig gestaltete Haupteingangsbereich mit einer repräsentativen Treppe, die in den Vorraum übergeht. In diese Treppe sind Turm- und Portalplastiken integriert.
Die quadratischen Türme mit acht Meter Seitenlänge sind mit grün oxidiertem Kupferblech gedeckt und tragen an der Spitze Windfahnen und verzierte Kreuze. An verschiedenen Seiten hat die Kirche insgesamt fünf Nebeneingangstüren. Sie trägt an den Außenwänden auf der Westseite drei und an der Nordseite ein Backsteinmotiv.
Im Innenraum hat das achtjochige Kirchenschiff eine flache Holzbalkendecke. Die Decke wird durch kräftige Rundbögen strukturiert, die auf weit in den Raum gestellten Wandpfeilern liegen. Die Pfeiler tragen auch zwei übereinander angeordnete Emporen auf allen Seiten des Kirchenschiffs außer über dem Altarraum im Westen. An den Außenseiten führt jeweils eine großzügige Treppe zum darüber liegenden Raum für Chor und Orgel. Die Wand dieses Raumes wird beherrscht von einem 1964 nach einem Entwurf von Heinz Heiber geschaffenen Rundfenster mit einem Durchmesser von 3,8 m, das vom Orgelprospekt umgeben ist.

#### Zerstörung und Wiederaufbau
Am 19. Oktober 1944 wurde die Kirche bei einem Bombenangriff und darauf folgende Brände fast komplett zerstört. Am 20. Juli 1947 wurde mit dem Wiederaufbau begonnen, der mit der erneuten Einweihung am 3. April 1949 abgeschlossen wurde. Dabei wurde fast die gesamte Inneneinrichtung außer der steinernen Kanzel und Teilen des Altarraums entfernt.
Beim Wiederaufbau wurde der ursprüngliche Bau weitestgehend wieder hergestellt. Die hölzernen Emporen und die Bestuhlung mit Kirchenbänken an einem Mittelgang und zwei Seitengängen wurden erneuert. Die unverputzten Backsteine an den Wänden wurden gereinigt und in diesem Zustand belassen. Die durch Brandeinwirkung und Reinigung ungleichmäßig rauen Steine sind heute ein wesentliches Gestaltungselement im Kirchenraum. Am Chorbogen wurde ein 1954/55 von Heinz Heiber aus Lindenholz geschaffenes 6,8 × 4,8 m vom Künstler „Triumphkreuz“ genanntes Kruzifix aufgehängt.

#### Einbau des Gemeindehauses

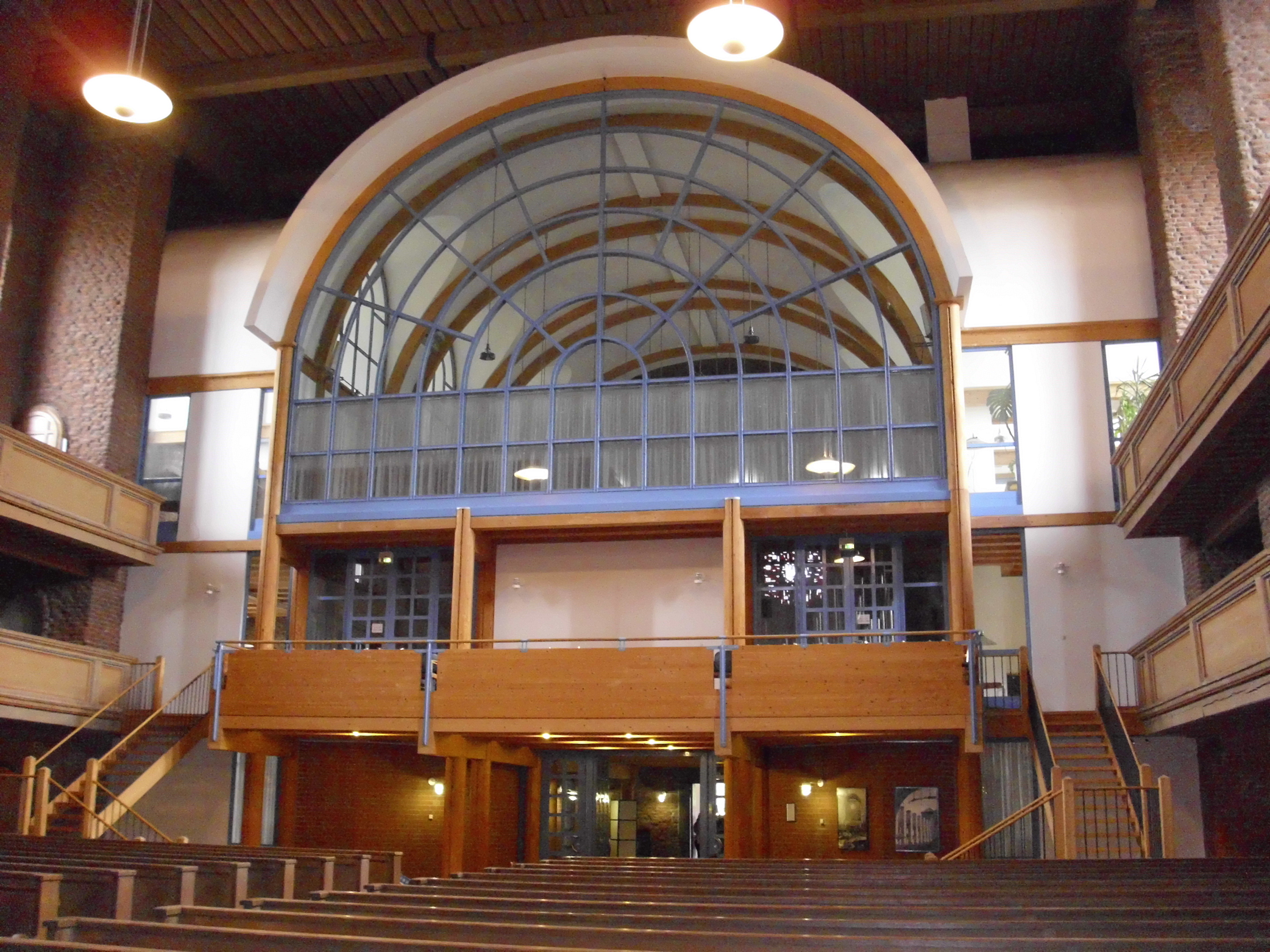
Das Gemeindehaus im östlichen Teil der Kirche, darunter der Haupteingang

Das Kirchengebäude mit 2500 Sitzplätzen wurde in den 1980er Jahren teilweise nur noch von 100 Gottesdienstbesuchern genutzt. Auch als Veranstaltungsort für Konzerte war es selten noch ganz besetzt, insbesondere nach dem Bau der Meistersingerhalle. Ab 1982 wurde angesichts einer Renovierung und Sanierung des kleinen Gemeindehauses der Vorschlag laut, den Gemeindehauskomplex im Kirchenschiff zu integrieren, den das Kirchenbauamt und die Nürnberger Gesamtkirchengemeinde unterstützten.
Eine erste Planungsstudie genehmigte der Kirchenvorstand 1985. Nach Abstimmungen, unter anderem mit der Denkmalschutzbehörde, erhielt Theo Steinhauser den Planungsauftrag zum Einbau eines viergeschossigen Gemeindehauses, das sich optisch in das vorhandene Gebäude einfügen sollte, ohne an diesem viel zu verändern und die bisherige Akustik zu beeinträchtigen.
Die Bauarbeiten begannen am 17. Oktober 1988. Der zum Altar gerichtete Teil des Kirchenschiffs wurde in der Bauzeit mit einer Staubschutzwand abgetrennt, um dort weiter den Gottesdienst feiern zu können. Danach wurde in vier der acht Joche ein Untergeschoss auf der Seite des Hauptportals eingebaut und darauf ein dreigeschossiger, holzummantelter Stahlbau errichtet. Der Einbau ist mit einer Holzbinderdecke ohne Verbindung zur ursprünglichen Decke überwölbt. Zum Kirchenraum hin erhielt der Einbau eine transparente Fassade und zwei seitliche Treppenanlagen. Im Gemeindezentrum sind in den unteren zwei Etagen ein Jugendbereich sowie ein Mutter/Kind-Bereich, Büroräume einschließlich einer Teeküche und sanitäre Anlagen eingerichtet. Die oberen zwei Etagen werden für die gemeindliche Arbeit mit Seminar- und Gruppenräumen im dritten sowie einem großen Gemeinderaum mit 200 Sitzplätzen im vierten Geschoss genutzt, jeweils mit Teeküche und sanitären Anlagen. Die Inneneinrichtung ist in hellen Farben gestaltet.
Zur Innenbeleuchtung wurden für das zweite und dritte Geschoss neue Fenster in die historische denkmalgeschützten Fassade eingebaut, für das vierte Geschoss konnten die vorhandenen Rundbogenfenster genutzt werden. Das erste als Keller neu angelegte Geschoss mit dem Jugendraum wird künstlich beleuchtet. Sämtliche unterschiedlichen Nutzungsbereiche sind durch separate Eingänge erreichbar, wobei für den behindertengerechten Zugang ein Aufzug eingebaut wurde. Nach dem Umbau ist das östliche Hauptportal wieder der einzige Zugang für Gottesdienstbesucher, für die noch 1000 Sitzplätze zur Verfügung standen.

#### Weitere Bautätigkeit
Zwischen 2009 und 2012 wurden das Dach, die Fassade und die Glockentürme renoviert. Von Januar bis März 2015 folgten Umbau und umfassende Renovierung des Innenraums.
2016 wurde beschlossen, die bisherigen Kirchenbänke durch Stühle zu ersetzen. Davon sollen bei normalen Gottesdiensten 250 aufgestellt werden und zu kirchlichen Festen mit größerer Besucherzahl 500.

### Ausstattung
Die Orgel im Chorraum wurde zwischen 1957 und 1961 eingebaut.
Der Altartisch aus Muschelkalk entstammt einem Entwurf von German Bestelmeyer. Er konnte nach dem Zweiten Weltkrieg restauriert werden. Der Altaraufsatz bestand ursprünglich aus sechs 1,55 m hohen Engeln, die 1930 nach einem Entwurf von Joseph Wackerle von einer Nürnberger Gießerei aus Messing gegossen worden waren. Zwei davon fielen während der Brandnacht 1944 auf den Boden und stehen heute im hinteren Teil der Kirche, um dort zur Besinnung einzuladen. Sechs 0,5 m hohe Kerzenleuchter auf dem Altar stammen ebenfalls aus dem Jahr 1930. Das Altarkreuz ist ein von Heinz Heiber in den 1960er Jahren aus vergoldeter Bronze mit Glasfluss-Bruchstücken geschaffenes Werk.
Der Taufstein aus Muschelkalk, ebenfalls nach einem Entwurf von German Bestelmeyer, ist ein Würfel mit einem Meter Kantenlänge. Er trägt eine Inschrift auf der Rückseite, die neben dem Stifter das Jahr 1930 nennt.

### Glocken
In den beiden Türmen hängen fünf Glocken gegossen vom Bochumer Verein in V7e-Rippe aus den Jahren 1951, wobei die große Christusglocke erst 1957 folgte. Im Jahre 2012/2013 wurden Glocken und Glockenstuhl saniert und die Schallöffnungen mit Schallläden versehen. Die Glocken 2–5 hängen im Südturm, die Glocke 1 im Nordturm.
Glocke 1:  Christusglocke   Asº
Glocke 2:  Dankesglocke   c'
Glocke 3:  Lutherglocke   es'
Glocke 4:  Heimkehrerglocke  f'
Glocke 5:  Taufglocke   g'

## Evangelische Kirchengemeinde
Die 1920 aus der Gemeinde Sankt Peter ausgegliederte Kirchengemeinde hatte in den ersten Jahren nach der Einweihung der Kirche 40.000 Mitglieder. Durch Gemeindeteilungen, Abwanderung von Gemeindeangehörigen und die zunehmende Säkularisierung sank diese Zahl Mitte der 1990er Jahre auf 10.000. Der Stadtteil Lichtenhof hatte schon zu der Zeit einen Ausländeranteil von 20 Prozent an der Bevölkerung. Die Zahl der Gottesdienstbesucher in der Gustav-Adolf-Gedächtniskirche ging noch stärker zurück, da es viele Christen vorzogen, die Traditionskirchen der Altstadt zu besuchen. Gleichzeitig gab es ein reges Gemeindeleben, für welches das Platzangebot im damaligen Gemeindehaus vor 1990 zu gering war.
In dem am 1. Juli 1990 eingeweihten Gemeindehauseinbau wurde das bisherige Angebot wie Bastel- und Gesprächskreise, eine „Friedensgruppe“, Gymnastik, Kantorei, „Muttis & Rasselbande“ bis hin zu Treffs für junge Frauen und Alleinerziehende kontinuierlich fortgeführt und weiter ausgebaut. Um sich besser an den Wünschen der Gemeindemitglieder orientieren zu können, wurde 1992/93 eine Mitgliederbefragung der 20- bis 50-jährigen Gemeindemitglieder durchgeführt, als deren Ergebnis in Zusammenarbeit mit der Gemeindeakademie Rummelsberg die Angebote angepasst und ausgebaut wurden. Sowohl das Gemeindehaus als auch das Kirchengebäude werden auch an fremde Veranstalter vermietet. In der Kirche geben beispielsweise die Nürnberger Symphoniker Konzerte. Nach anfänglichen Schwierigkeiten bei der Akzeptanz hatten die Gemeinderäume nach einigen Jahren eine Auslastung von 75 Prozent.
2013 bewarb sich die Kirchengemeinde als erste in Bayern, als Vesperkirche innerhalb des Kirchenraums soziale Projekte für Hilfsbedürftige durchzuführen. Im Januar und Februar 2016 wurden in der Kirche verbilligte warme Mahlzeiten, weitere Hilfe und Beratung sowie ein geschützter Raum für Gespräche, Gebete und Besinnung angeboten.

## Bilder

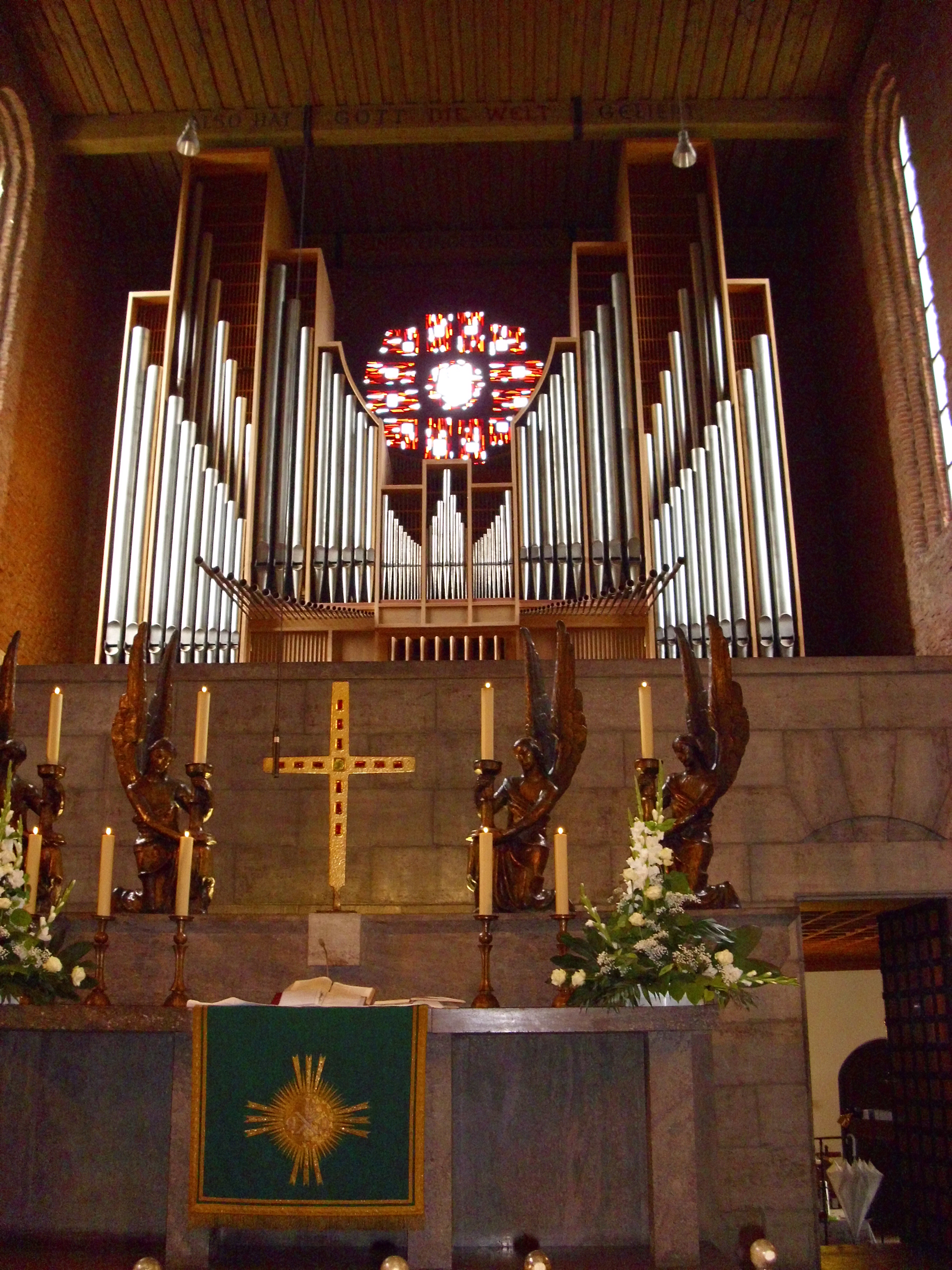
Der Altarraum mit der Mensa, den Engeln und dem Altarkreuz; oben die Orgel und das Rundfenster
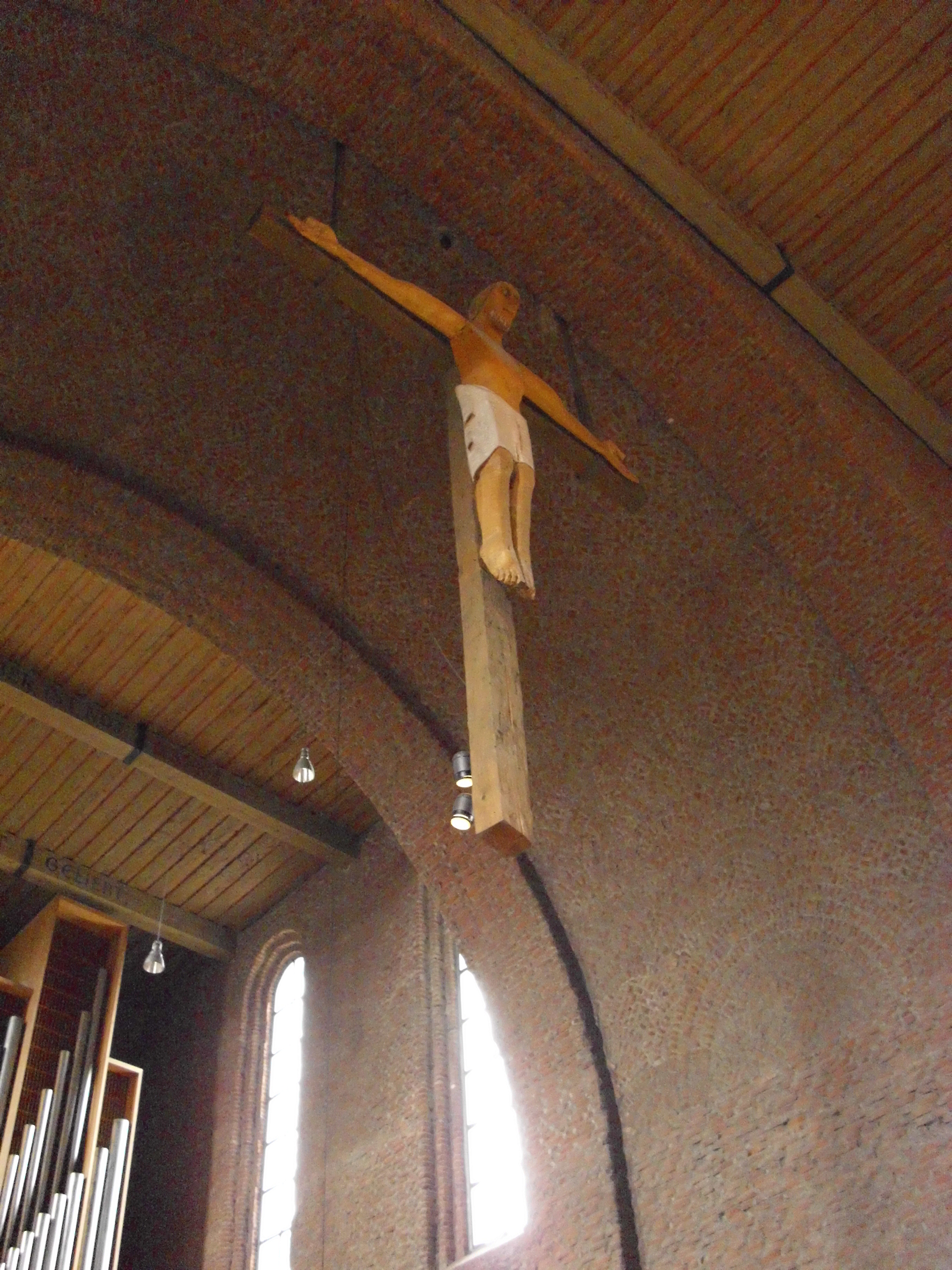
Das Triumphkreuz
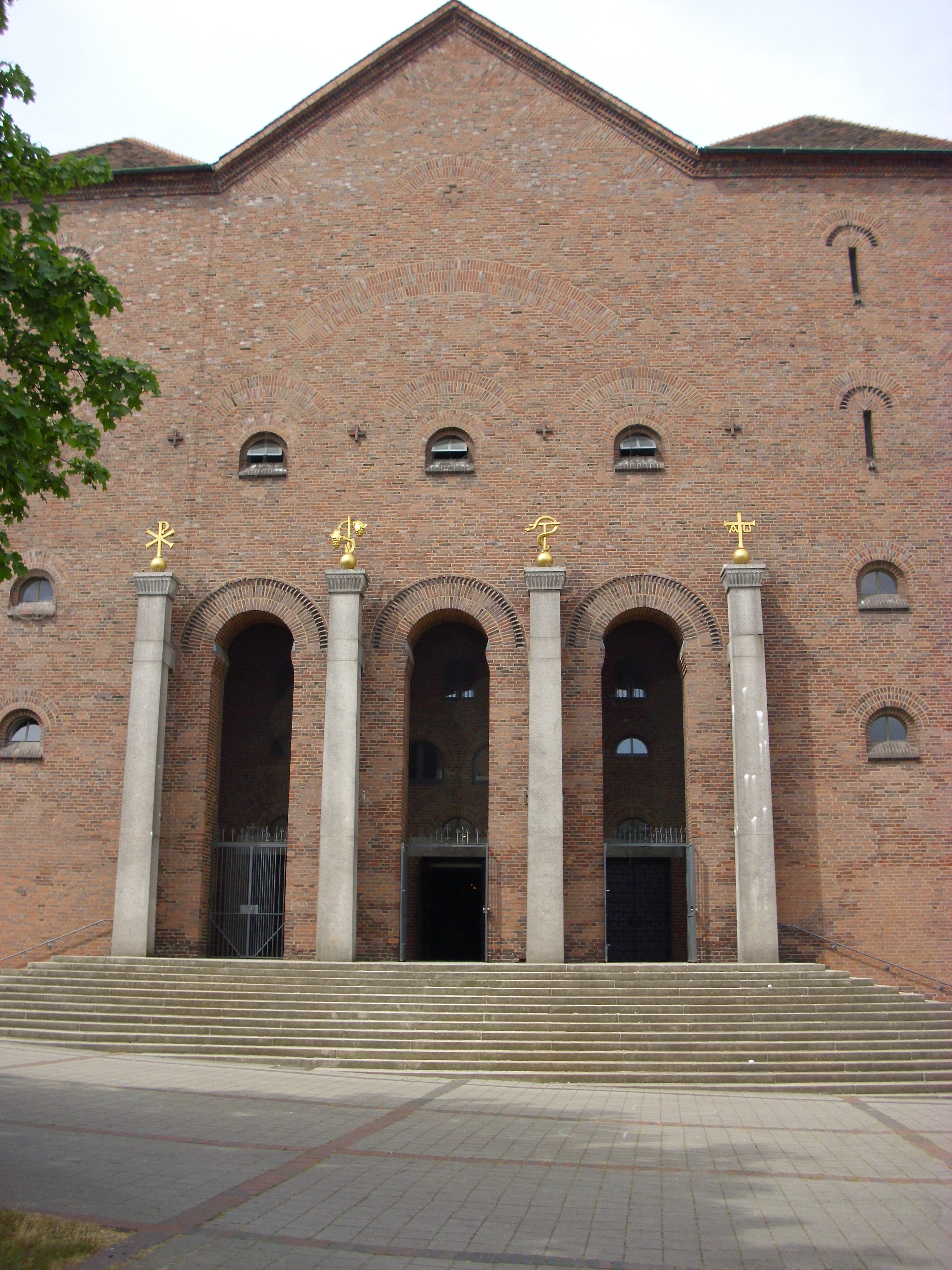
Der Haupteingang
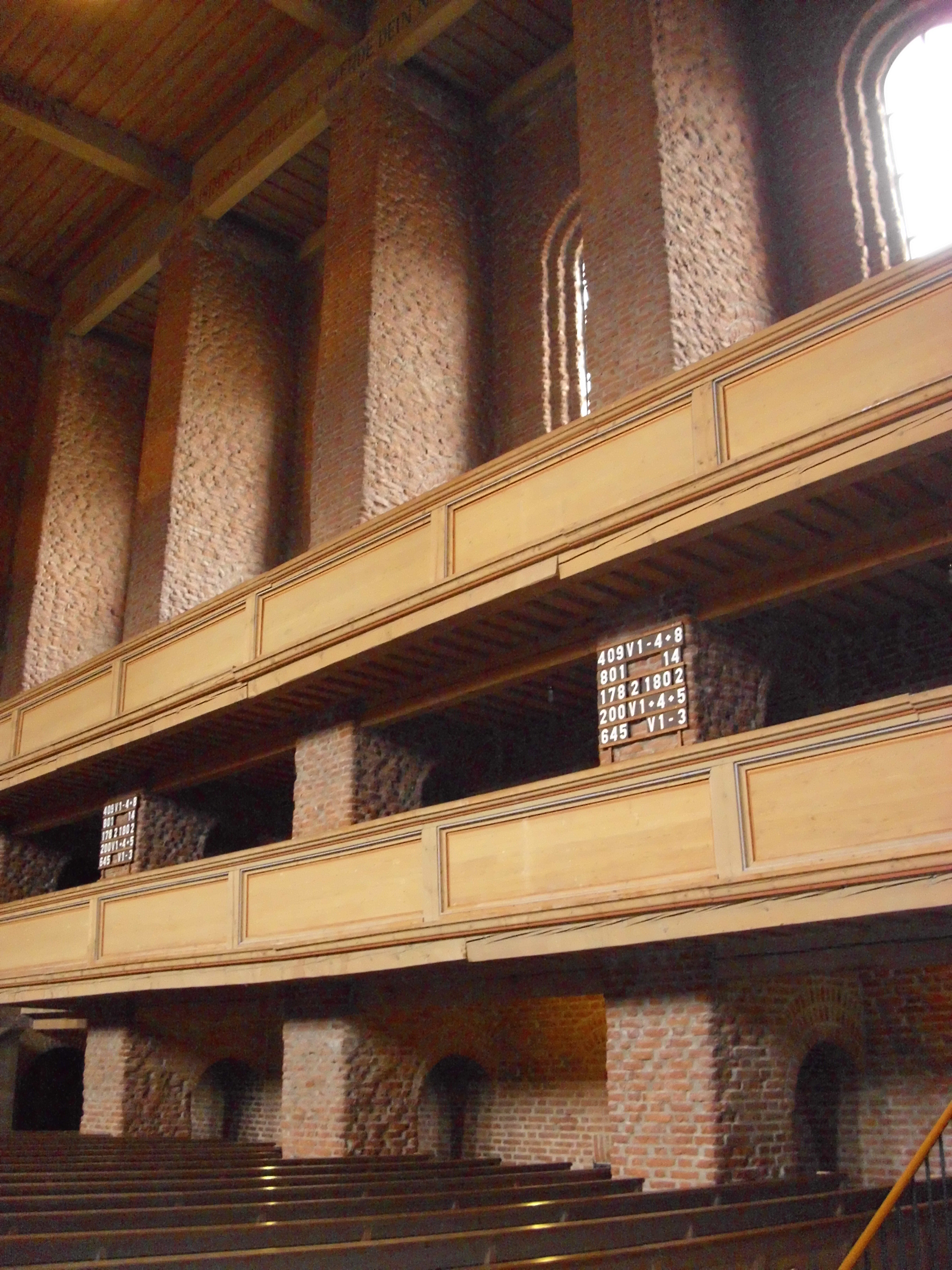
Die zweistöckige Empore und die Decke